# Széchényi Bertalan
Sárvár-Felsővidéki gróf Széchényi Bertalan (Sopron, 1866. október 24. – Budapest, 1943. június 3.) nemesember, agrárszakember, a Magyar Tudományos Akadémia igazgatósági tagja, császári és királyi kamarás, valóságos belső titkos tanácsos, 1935-től haláláig a magyar Felsőház elnöke.

## Élete
A magyar főnemesi gróf sárvár-felsővidéki gróf Széchényi családban született. Apja gróf Széchenyi Sándor (1837–1913), felsőházi alelnök, földbirtokos, anyja jobaházi Dőry Natália (1846–1928). Az apai nagyszülei gróf Széchenyi János (1802–1874), földbirtokos, és monyorókeréki és monoszlói Erdődy Ágota (1808–1882) voltak. Az anyai nagyszülei jobaházi Dőry Mihály (1817–1885), földbirtokos, és Hainer Laura (1812–1886) voltak. Az apai nagyapai dédszülei gróf Széchényi Lajos (1781–1855) császári és királyi kamarás és valóságos belső titkos tanácsos, Széchenyi Istvánnak, a legnagyobb magyarnak a testvérbátyja, nagybirtokos és gróf von Clam-Gallas Alojzia (1778–1822) voltak. Az anyai nagyapai dédszülei jobaházi Dőry Mihály (1773–1817), földbirtokos, és gyömörei és teölvári Gyömörey Anna Mária (1781–†?) voltak; az utóbbi asszonynak az anyja a zalalövői Csapody családból való gyömörei és teölvári Gyömörey Györgyné zalalövői Csapody Borbála (1759–1815), akinek a fivére zalalövői Csapody Gábor (1760–1825), királyi tanácsos, Somogy vármegye alispánja, költő, szabadkőműves, földbirtokos volt.
Sopronban, majd Budapesten tanult, oklevelet a magyaróvári gazdasági akadémián szerzett. Ezt követően több európai országot beutazott, és katonai szolgálatot is teljesített. 1893-tól a Főrendiház tagja, 1901 és 1902 között jegyzője. Az időközben Felsőházzá alakult Főrendiháznak 1926-tól előbb alelnöke, majd 1935-től elnöke volt. 
1922 és 1925 között az Országos Erdészeti Egyesület elnöki címét is birtokolta. Ezt követően is lehetőségeihez mérten támogatta az erdészeti törekvéseket. Elnöke volt a Széchenyi Tudományos Társaságnak, a Magyar Nemzeti Múzeum tiszteletbeli tanácsának, és az Királyi és Országos Legfőbb Fegyelmi Bíróságnak is.
1901-ben a Somogy vármegyei Segesden kastélyt építtetett. Birtokát mintagazdasággá fejlesztette.
A második világháború idején, 1943-ban hunyt el 77. életévében. A nagycenki temető Széchenyi sírkápolnájában helyezték örök nyugalomra.

## Családja
Felesége Andrássy Natália Leontina Mária grófnő (1864. január 16. – 1951. április 6.) volt. Egy gyermekük született:
- Széchényi Márton (1909. szeptember 17. – 1987. február 16.)[8]

## Elektronikus források
- Széchenyi Bertalan, gr.. Erdész Panteon. Országos Erdészeti Egyesület. (Hozzáférés: 2021. október 20.)
- Gróf Széchényi Bertalan. Kiválóságaink: Akadémikusok. Óvári Gazdászok Szövetsége. (Hozzáférés: 2021. október 20.)

## Kapcsolódó lapok
- A magyar főrendiház elnökeinek listája